# الكأس الممتاز الليبي 2002
بطولة الكأس الممتاز الليبي 2002 هي النسخة السادسة من بطولة الكأس الممتاز الليبي، والنسخة الخامسة من البطولة التي تقام بنظام المباراة الواحدة، وقد فاز فيها نادي الاتحاد بثاني كأسٍ له. أقيمت هذه البطولة بين نادي الاتحاد بطل الدوري الليبي الممتاز [الإنجليزية] ونادي الهلال بطل كأس الفاتح، وقد لُعبت المباراة على ملعب النهر الصناعي في يوم 2 أغسطس 2002 وانتهت بفوز الاتحاد على الهلال بنتيجة 1–0.

## المباراة
| الاتحاد | 1–0 | الهلال |
| ------- | --- | ------ |
|         |     |        |